# Lucas Calil
Lucas Pinheiro Brandão Calil, ou apenas Lucas Calil, (Goiânia, 28 de março de 1988) é um político brasileiro, atualmente Deputado Estadual por Goiás. Em abril de 2022, trocou o PSD, partido pelo qual havia sido eleito, pelo MDB, visando a disputa eleitoral de 22.